# Beatrice Dahlgren
Beatrice Cecilia Erika Dahlgren, senare Sandin, född 13 januari 1979 i Askims församling i Göteborg, är en svensk friidrottare som tävlade för Mölndals AIK. Hon tog 19 SM-medaljer i olika grenar.
Dahlgren deltog 2001 på 400 meter vid U23-EM i Amsterdam, Nederländerna men blev utslagen i försöken med 54,01.
Vid EM 2002 i München sprang hon (ihop med Lena Aruhn, Ellinor Stuhrmann och Nadja Petersen) långa stafetten. Laget tog sig vidare till final där de kom sjua.
Vid Inomhus-VM 2004 i Budapest deltog hon på 400 meter, men blev utslagen i ena försöksheatet (tid 53,90 s). Hon ingick också, tillsammans med Ellinor Stuhrmann, Erica Mårtensson och Louise Gundert, i det svenska stafettlaget på 4 x 400 meter i detta VM. Laget slogs ut direkt i försöken den 7 mars, men satte nytt svenskt rekord inomhus i stafett 4 x 400 meter med tiden 3:34,71 . Dahlgren tävlade även vid EM 2006 i Göteborg, men slogs ut i försöken på 400 meter. Hon deltog även, tillsammans med Erica Mårtensson, Lena Aruhn och Emma Björkman, i det svenska långa stafettlaget som blev utslaget i försöken.
Hon avslutade friidrottskarriären under Finnkampen 2007.
Hon belönades 2008 med Stora grabbars och tjejers märke nummer 498.

## Personliga rekord
| Utomhus - 100 meter – 12,27 (Mölndal 16 juni 2002) - 200 meter – 24,40 (Göteborg 5 juli 1998) - 300 meter – 37,81 (Göteborg 2 september 2003) - 400 meter – 53,33 (Göteborg 20 juli 2006) - 400 meter – 53,33 (Karlstad 20 juli 2006) - Slägga – 69,14 (Cardiff, Storbritannien 18 juli 2012) | Inomhus - 60 meter – 7,89 (Göteborg 6 februari 1999) - 200 meter – 24,72 (Malmö 17 januari 1999) - 400 meter – 53,37 (Göteborg 22 februari 2004) |

### Fotnoter
1. 1 2  ”SWEDISH TEAM Media Guide. European Athletics Championships, Göteborg 2006.” (på engelska). friidrott.se. Arkiverad från originalet den 4 juni 2012. https://web.archive.org/web/20120604124725/http://www.friidrott.se/press/emguide_06.aspx. Läst 10 december 2016.
2. 1 2 3  Wiger 2006, s. 187.
3. ↑  ”Stora SM 2006, dag 2”. turebergfriidrott.se. Arkiverad från originalet den 10 juni 2015. https://web.archive.org/web/20150610133650/http://turebergfriidrott.se/statistik/SM2006/2006_reslord.htm. Läst 19 april 2013.
4. ↑  ”Stora SM 2007”. trackandfield.se. Arkiverad från originalet den 4 maj 2013. https://archive.is/20130504152109/http://www.proteamonline.se/storage/customers/978/editor/resultat%20sm%20i%20friidrott%202007.html. Läst 19 april 2013.
5. ↑  ”Stora inne-SM 2004, resultat” (htm). idrottonline.se. Arkiverad från originalet den 23 november 2015. https://web.archive.org/web/20151123030953/http://iof2.idrottonline.se/ImageVaultFiles/id_16756/cf_78/040222ism.HTM. Läst 21 april 2015.
6. ↑  ”Beatrice Dahlgrens blogg”. beatricedahlgren.se. Arkiverad från originalet den 27 september 2016. https://web.archive.org/web/20160927160323/http://www.beatricedahlgren.se/. Läst 25 september 2016.
7. ↑  Sveriges befolkning 2000, Version 1.03, Sveriges Släktforskarförbund: Dahlgren, Beatrice Cecilia Erika
8. 1 2 3  ”Stora Grabbar personpresentation”. storagrabbar.se. http://www.storagrabbar.se/grabbar_10.html. Läst 25 september 2016.
9. ↑  ”European Athletics U23 Championships - Amsterdam 2001” (på engelska). european-athletics.org. http://www.european-athletics.org/competitions/european-athletics-u23-championships/history/year=2001/results/index.html. Läst 25 oktober 2017.
10. ↑  ”Em 22 dag 1: musse åtta - henrik lätt vidare”. friidrott.se. 12 juli 2001. Arkiverad från originalet den 15 mars 2023. https://web.archive.org/web/20230315143726/https://arkiv.friidrott.se/nyheter.aspx?id=1001. Läst 26 oktober 2017.
11. ↑  ”European Athletics Championships - München 2002” (på engelska). european-athletics.org. http://www.european-athletics.org/competitions/european-athletics-championships/history/year=2002/results/index.html. Läst 18 augusti 2017.
12. ↑  ”400 Metres Women 10th IAAF World Indoor Championships Budapest (Sportaréna), Hungary 05 Mar 2004 - 07 Mar 2004” (på engelska). iaaf.org. https://www.iaaf.org/results/iaaf-world-indoor-championships/2004/10th-iaaf-world-indoor-championships-3226/women/400-metres/heats/. Läst 30 november 2016.
13. ↑  ”Svenska rekord - per 1 januari 2016”. friidrott.se. Arkiverad från originalet den 8 juni 2016. https://web.archive.org/web/20160608093715/http://www.friidrott.se/rs/rekord/swerek/gallande.aspx. Läst 22 september 2016.
14. ↑  ”IVM / Budapest live-rapporterin”. friidrott.se. Arkiverad från originalet den 23 september 2016. https://web.archive.org/web/20160923025306/http://www.friidrott.se/live.aspx?id=82&day=3. Läst 22 september 2016.
15. ↑  ”4X400 Metres Relay Women - 10th IAAF World Indoor Championships Budapest (Sportaréna), Hungary 05 Mar 2004 - 07 Mar 2004” (på engelska). iaaf.org. https://www.iaaf.org/results/iaaf-world-indoor-championships/2004/10th-iaaf-world-indoor-championships-3226/women/4x400-metres-relay/heats/result. Läst 23 januari 2017.
16. ↑  ”European Athletics Championships - Göteborg 2006” (på engelska). european-athletics.org. http://www.european-athletics.org/competitions/european-athletics-championships/history/year=2006/results/index.html. Läst 9 augusti 2017.
17. ↑  ”- Jag kommer att le varje gång jag tänker på friidrott!”. friidrott.se. 29 november 2007. Arkiverad från originalet den 11 augusti 2022. https://web.archive.org/web/20220811080735/https://arkiv.friidrott.se/nyheter.aspx?id=7705. Läst 18 oktober 2016.
18. ↑  ”Stora grabbars märke”. friidrott.se. Arkiverad från originalet den 31 mars 2016. https://web.archive.org/web/20160331202525/http://www.friidrott.se/historik/storagrabbar.aspx. Läst 25 september 2016.
19. 1 2 3 4 5 6 7  ”Personsida på AllAthletics” (på engelska). all-athletics.com. Arkiverad från originalet den 27 september 2016. https://web.archive.org/web/20160927102441/http://www.all-athletics.com/node/148178. Läst 25 september 2016.
20. 1 2 3 4  ”Personsida hos IAAF” (på engelska). iaaf.org. https://www.iaaf.org/athletes/sweden/beatrice-dahlgren-172550. Läst 25 september 2016.